# Kroktjärnen (Ströms socken, Jämtland, 715124-147303)
Kroktjärnen är en sjö i Strömsunds kommun i Jämtland och ingår i Ångermanälvens huvudavrinningsområde. Sjön har en area på 0,0336 kvadratkilometer och ligger 488 meter över havet.

## Delavrinningsområde
Kroktjärnen ingår i det delavrinningsområde (715076-147367) som SMHI kallar för Förgrening. Medelhöjden är 531 meter över havet och ytan är 10,17 kvadratkilometer. Det finns inga avrinningsområden uppströms utan avrinningsområdet är högsta punkten. Bäckmyrbäcken som avvattnar avrinningsområdet har biflödesordning 4, vilket innebär att vattnet flödar genom totalt 4 vattendrag innan det når havet efter 253 kilometer. Avrinningsområdet består mestadels av skog (79 procent). Avrinningsområdet har 6,05 kvadratkilometer vattenytor vilket ger det en sjöprocent på 14,5 procent.